# Xanthophyllum bombayanum
Xanthophyllum bombayanum är en jungfrulinsväxtart som beskrevs av Chod.. Xanthophyllum bombayanum ingår i släktet Xanthophyllum och familjen jungfrulinsväxter. Inga underarter finns listade i Catalogue of Life.